# Río Tacuatimanu
El río Tacuatimanu o Río de las Piedras es un río del sureste del Perú, un afluente del río Madre de Dios. Tiene una longitud de 621 km, todos ellos en el territorio de la región de Madre de Dios.
El río Tacuatimanu nace muy cerca de las fuentes del Alto Purús. Discurre por una zona casi enteramente deshabitada en dirección sureste, recibiendo algunos afluentes, como el río Lidia y el río Pariamanu, el más importante, casi en su desembocadura. Desemboca por la izquierda en el río Madre de Dios, en la localidad de Puerto Maldonado, la capital de la región Madre de Dios.
El río discurre al norte del Parque Nacional del Manú, declarado en 1972 y en 1987 considerado como gran Reserva de la biosfera, posiblemente hogar de la mayor concentración de diversidad biológica en la Tierra (19.098 km²).